# Gra edukacyjna

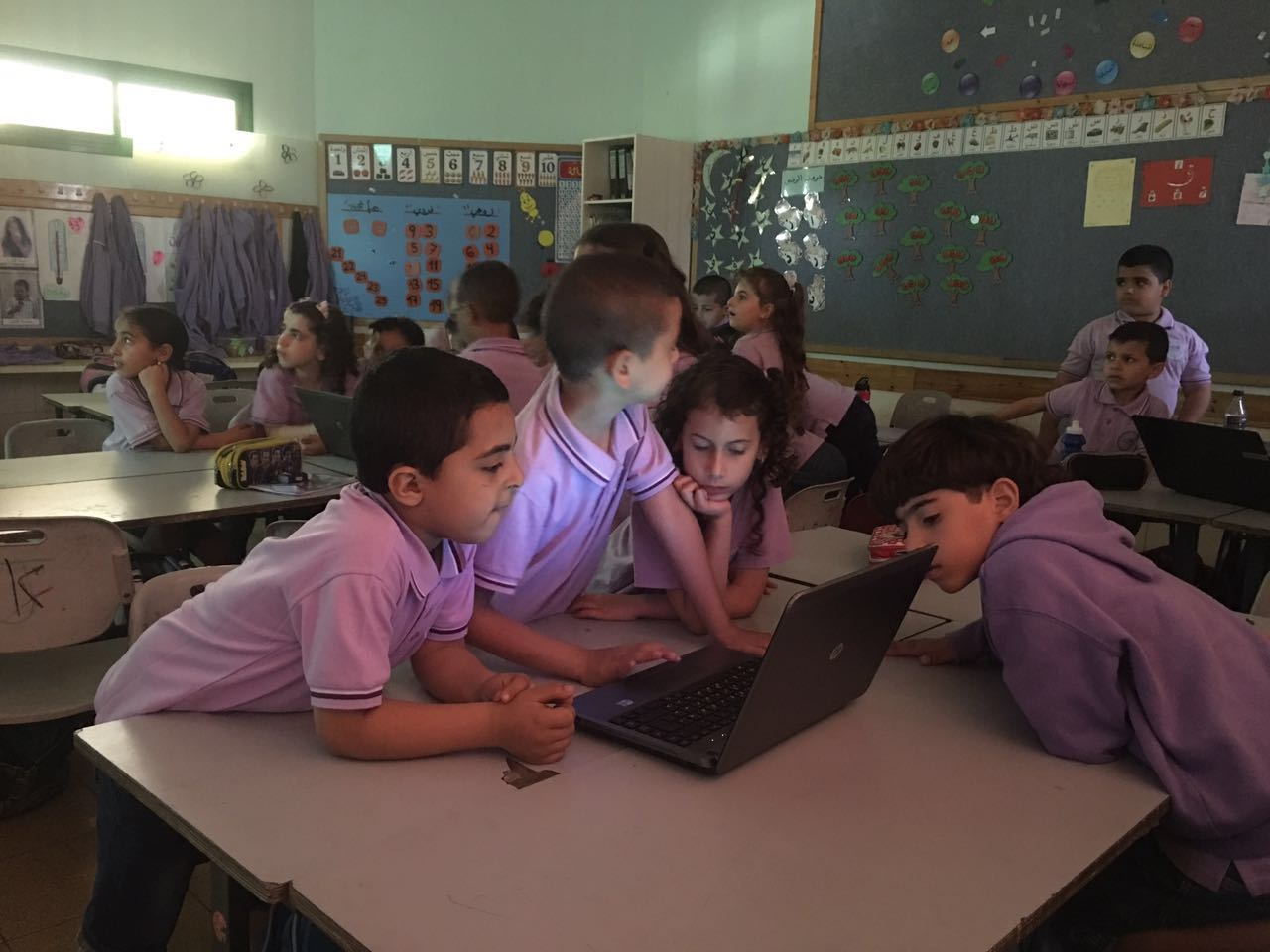
Dzieci grające w grę edukacyjną

Gra edukacyjna – gra, której zasady opracowano w taki sposób, że jej elementy służą poprawie umiejętności lub poszerzeniu zasobów wiedzy graczy.
Poza walorami czysto rozrywkowymi, gra taka stymuluje rozwój graczy w określonych kierunkach i obszarach. Gry edukacyjne są popularnym narzędziem dydaktycznym, cenionym za skuteczność, osiąganą dzięki zwiększeniu atrakcyjności procesu dydaktycznego. Mimo że ich podstawowym celem jest edukacja, stanowią formę rozrywki, co niesie dodatkową wartość poznawczą – aktywizacja układu limbicznego, związanego między innymi wywoływaniem pozytywnych emocji (odczuwaniem przyjemności), pobudza mózg do pracy i rozwoju. Jest to naturalny dla człowieka mechanizm przetrwania i przystosowania: przyjemność uczy nas odróżniać to, co dla nas dobre i korzystne (stymuluje procesy uczenia się).
Niemal każda gra zawiera elementy edukacyjne, jednak w grach edukacyjnych nauka i trening należą do głównych celów, a nie są tylko wartościami dodanymi. Gry edukacyjne tym różnią się od innych, że zostały opracowane przede wszystkim w celu nauczania i stymulowania rozwoju, a rozrywka jest tu formą przekazu wiedzy i narzędziem do poprawy umiejętności.
Przykładem jak ważny jest cel aby przyciągnąć uwagę odbiorcy jest tekst Katarzyny Gospodarek Zastosowanie gier komputerowych w procesie poszerzania umiejętności programistycznych wśród dzieci i młodzieży, w którym ukazuje, jak ludzie tworzący gry postępują podczas powstawania swoich dzieł:
Często  wykorzystywaną  praktyką jest  także  stosowanie pewnej dozy manipulacji, np. elementów powodujących skupianie się uczniów przede wszystkim  na  osiągnięciu określonego celu. Może  ona polegać  np.   na odpowiednim  uwypuklaniu  zalet związanych  z  danym celem  oraz  jednoczesnym maskowaniu nakładu pracy koniecznego do jego osiągnięcia.

## Rodzaje gier edukacyjnych
1. Gry treningowe: gry, w których cel edukacyjny realizowany jest poprzez skłonienie graczy do wykonywania określonych czynności, a przez to trenowanie związanych z nimi umiejętności. Do takich gier można zaliczyć między innymi:
- gry umysłowe – stymulują mózg poprawiając kondycję umysłową, np. pamięć, koncentrację, spostrzegawczość, kojarzenie, kreatywność, wyobraźnię. Do gier umysłowych zaliczamy głównie gry logiczne i matematyczne. Gry umysłowe zarówno umożliwiają rozwój uczącym się umiejętności dzieciom, jak i pozwalają długo zachować dobrą kondycję umysłową osobom pracującym i starszym. Do najpopularniejszych należą między innymi szachy, warcaby i Scrabble,

- zabawy sportowe – służą poprawie kondycji, refleksu i umiejętności fizycznych, a nie są tradycyjnymi dyscyplinami sportowymi, np. gra w dwa ognie, skakanka lub berek.

2. Gry informacyjne: gry, w których cel edukacyjny realizowany jest poprzez postawienie graczom wymogu posiadania określonych informacji, wiedzy. W przypadku ich braku gracz ma zwykle możliwość uzyskać takie informacje w trakcie gry (np. poznać prawidłową odpowiedź na pytanie, jeśli jej nie znał) i przez to zwiększyć swoją wiedzę.

## Przykłady gier edukacyjnych
Gry edukacyjne wprowadzają naukę jako swoją główną mechanikę, konieczną do ukończenia danej gry. Przykładem takiej gry jest 7 Billion Humans, która polega na tworzeniu algorytmów. Celem gry jest tak zaprogramować małych ludzi aby wykonały swoje zadanie w jak najmniejszą ilość ruchów i najkrótszym czasie. Przy pomocy takich gier człowiek uczy się myśleć w taki sposób aby poradzić sobie z algorytmami a to prowadzi do zrozumienia jak działa programowanie.
Istnieje wiele gier, które pozwalają na kreatywność dzięki czemu można stworzyć wszystko co się wymyśli. Sandboxy umożliwiające dostęp do całego świata wykreowanego przez twórców. Bardzo dobrym przykładem gry w której możemy tworzyć własny świat jest Minecraft – gra składająca się z klocków, które możemy układać w dowolny sposób. Microsoft kupując prawa do tej gry wprowadził wersję edukacyjną o nazwie Minecraft  Education Edition, która wprowadza wersję gry poświęconą nauce.